# Osor
Osor è un comune spagnolo di 206 abitanti situato nella comunità autonoma della Catalogna.